# 松田光
松田 光（まつだ ひかる、1986年12月17日 - ）は、千葉県四街道市出身の男子ソフトボール選手（投手）。二刀流選手。背番号20。右投右打。男子ソフトボール日本代表。
第16回世界男子ソフトボール選手権銀メダリスト。京都産業大学出身。現役時代は平林金属所属（主将）。

## 経歴
近所に住む従兄弟の影響で1年生からソフトボールを始めた。チームの桜ヶ丘ファイターズでは後にルネサスエレクトロニクス高崎でプレーする大久保美紗がいた。5年生の時に関東大会に出場した。しかし、セカンドを守っていた松田は小フライを落球し、チームは敗れた。助っ人で全国大会に出場したが、チームは敗れている。
中学校では男子部にソフトボール部がなく、軟式野球部に入部する。当時は千葉に中学のソフトボール部が一つもなかった。
高校では自宅から５分の千葉敬愛高等学校に入学する。2004年の全国高校男子選抜大会を制覇。全国大会の決勝は雨で中止になり両校同時優勝だった。京都産業大学でも活躍し、U-19日本代表に選出。卒業後は、未来都HCを経て、平林金属に入社。
日本男子ソフトボールリーグではMVPを始め、本塁打王、最多勝利投手賞など多くのタイトルを獲得している。
国際大会には、2005年にU-19代表に初選出。
2019年にチェコ・プラハで開催された世界選手権では、二刀流選手として大活躍。投手として4勝、防御率0.46。打者として打率.546、13打点、出塁率と長打率も1位であった。
同年、世界野球ソフトボール連盟 (WBSC)の年間最優秀選手に選出された。
2022シーズン終了をもって現役引退。
2023年、JDリーグ・シオノギレインボーストークス兵庫の監督に就任。